# Jedi (moteur de jeu)
 (octobre 2019).
Si vous disposez d'ouvrages ou d'articles de référence ou si vous connaissez des sites web de qualité traitant du thème abordé ici, merci de compléter l'article en donnant les références utiles à sa vérifiabilité et en les liant à la section « Notes et références ».
Le Jedi Engine est un moteur de jeu développé par LucasArts[Quand ?].

## Histoire
Une rumeur disait que le Jedi Engine était le résultat de la rétro-ingénierie du moteur de Doom. Finalement, il fut plus élaboré que celui-ci, intégrant des nouveautés comme la possibilité de créer des niveaux contenant des pièces les une sur les autres, d'afficher des objets polygonaux et du brouillard, et enfin de regarder vers le haut ou le bas, bien que cette dernière ne soit pas au point à cause d'une mauvaise correction de la perspective.
Ce moteur de jeu fut utilisé dans deux jeux : Star Wars: Dark Forces et Outlaws. Il tomba rapidement dans l'oubli et fut remplacé par un nouveau moteur de jeu nommé Sith, employé pour Jedi Knight: Dark Forces II.